# 浙江大学农业试验站
浙江大学农业试验站是浙江大学的一个直属单位。

## 概况
成立于2008年7月的农业科技园管委会负责农业科技园的开发、建设和管理。成立于2010年1月的农业试验站隶属于农业学部，为农科的教学和科研试验基地，下设综合办公室、教学科研服务部、计划财务办公室、建设维护部4个内设管理机构，以及紫金港分站（核心区用地250亩，计划建设1万平米的农科教试验大楼）、长兴分站（长兴县泗安镇，建设面积3000亩，其中核心实验区1000亩）、海南分站（三亚市凤凰镇水蛟村，租赁80亩土地）3个业务机构。
农业试验站与农业科技园管委会实行两块牌子、一套人马的合署办公体制，其职责为统筹协调农业试验基地的建设与管理，落实教育教学、科学研究和社会服务等工作。
试验站、管委会被评为全国科普教育基地、省级农业高科技园区、省本科院校实验教学示范中心建设点；长兴分站成为省发改委重点建设项目，转基因育种基地被批准为国家转基因试验基地、国家植物基因研究中心实验基地、省转基因作物实验基地；生态牧场被定为农业部畜牧养殖生态小区。